# Libnotes (Libnotes) alternimacula
Libnotes (Libnotes) alternimacula is een tweevleugelige uit de familie steltmuggen (Limoniidae). De soort komt voor in het Australaziatisch gebied.